# جنگ‌‌های شاپور دوم با اعراب
جنگ‌های شاپور دوم با اعراب به سلسله نبرد‌هایی از سال ۳۲۵ میلادی میان شاپور دوم ساسانی و قبایل متحد اعراب به فرماندهی سردار معروف عرب قروة ابن مخلب اشاره دارد که در جریان آن‌ها، سپاه اعراب به‌سختی شکست خورده و قبایل آنان تبعید شدند.
برخلاف تصور عمومی، اولین تهاجم بزرگ اعراب به ایران در دوره خلافت راشدین در سال ۶۳۷ میلادی (۱۵ هجری قمری) صورت نگرفت؛ بلکه اولین تهاجم بزرگ اعراب به ایران در سال ۳۱۸ میلادی و به فرماندهی قروه بن مخلب صورت گرفت. آن‌ها به شوش حمله کردند و بعد از فتح شهر، هرچه قابل حمل بود را به تاراج بردند و تمامی مردان و زنان جوان شهر را نیز به اسارت برده و شهر را ویران نمودند.

## پیش‌زمینه
تا پیش از بالغ شدن شاپور دوم، دربار ساسانی آشفته و بدون پادشاه بود و شاهنشاهی به دست ملکه ایفرا و وزرای ساسانی اداره می‌شد. قبایل متحد شده عرب از این فرصت استفاده کرده و به سرزمین‌های ایرانشهر هجوم بردند و مناطق حاصلخیز فرات را غارت و تخریب کردند. این حملات، درحالی بود که ایرانیان پیش از آن بارها با اعراب مدارا کرده بودند.
قبایل متحد اعراب نه تنها به شوش، بلکه به استان فارس و شهر گور نیز تعرض کرده بودند و قصد حمله به تیسفون پایتخت شاهنشاهی ساسانی را داشتند.
شاهپور پس از بالغ شدن، اولین کاری که کرد، گرد آوردن لشکری توانمند برای تنبه تازیان مهاجم بود و درحالی که تنها ۱۶ سال داشت، به نبرد با آنان شتافت.

## شرح نبرد
شاپور دوم در سن ۱۶ سالگی لشکرکشی علیه اعراب را شخصاً رهبری کرد. به گفته طبری، او ۱۰۰۰ سواره‌نظام زبده را برای لشکرکشی انتخاب کرد که ممکن است اشاره‌ای به واحد پشتیگبان بوده باشد. اولین جنگ‌های وی در جنوب عراق و سپس حواشی خلیج فارس بود. در این نبردها شاپور با وجود داشتن سپاهی بسیار کمتر، تازیان را شکست داد و قبایل بنی بکر و بنی تغلب را که با تشویق رومی‌ها به منطقه فرات آمده بودند، بیرون راند و آنان را راهی بیابان‌های شمال عربستان کرد.
او عمدتاً علیه قبیله ایاد در آسورستان لشکرکشی کرد و پس از آن از خلیج فارس گذشت و به الخط (منطقه‌ای بین بحرین و قطر کنونی) رسید. سپس به بنی تمیم در کوه‌های حجر حمله کرد. شاپور تعداد زیادی از تازیان را کشت و با پرکردن چاه‌هایشان با شن، ذخایر آب‌شان را از بین برد.
او پس از برخورد با اعراب شرق عربستان، به لشکرکشی خود به غرب عربستان و بیابان‌های شام ادامه داد و در آنجا به چندین شهر اعراب غسانی حمله کرد و به‌روایتی حتی تا مدینه هم پیش رفت.
شاپور دوم نه تنها اعراب خلیج فارس را کشتار کرد، بلکه بسیاری از قبایل آنان را به سمت شبه‌جزیره عربستان کوچاند. همچنین برخی از قبایل عرب را با زور تبعید کرد؛ مانند بنی تغلب به بحرین و الخط، عبدالقیس و بنی تمیم به حجر، بنی بکر به کرمان و بنی حنظله به مکانی نزدیک هرمز اردشیر.
شاپور در تنبیه اعراب خشونت زیادی به خرج داد. او پس از چیرگی بر طایر غسانی که حاکم غسانیان در سوریه بود، فرمان داد دو کتفش را شکافتند و سرش را از تن جدا کردند و جسدش را به آتش کشیدند. روایت قتل طایر از زبان فردوسی در شاهنامه آمده است. همچنین وی دستور داد تا سپاهیانش هر تعداد از تازیان را که در آن نواحی دیدند به قتل برسانند.
بنا به روایاتی، شاهپور برای عبرت تازیان، باقی‌ماندگانشان را اسیر کرد و از شانه‌هایشان، طناب عبور داد و سپس، اجساد آنان را بر سر راه کاروان‌ها قرار داد تا همگان ببینند. از آن پس به او «لقب ذوالاکتاف» یا «صاحب کتف‌ها» دادند.
در کتاب مقدس زرتشتیان بندهشن نیز چنین آمده است:
«در دوران شاهی شاهپور، پسر هرمزد، تازیان آمدند و اول خُرِگ‌رودبار را گرفتند و طی سال‌ها اهانت، به تازش روی آوردند، تا شاپور به پادشاهی رسید؛ او تازیان را تارومار کرد، شهرها از ایشان پس گرفت، تازیان بسیاری را نابود کرد و شانه‌هایشان را درآورد...»

## پس از نبرد
پس از پیروزی‌ها و تصرفات شاپور، مقامات و سربازان ایرانی در پادگان‌های جدید در امتداد سواحل عربی خلیج فارس، به ویژه در سواحل استراتژیک عمان در منطقه البطینه، از جمله شبه‌جزیره مسندم، صحار و رستاق مستقر شدند.
شاهپور همچنین برای جلوگیری از هجوم دوباره اعراب به ایرانشهر، در جنوب فرات و شرق عربستان، دولت نیمه‌مستقلی به نام لخمیان در حیره تشکیل داد و دیواری نیز در نزدیکی حیره یا بصره امروزی به نام دیوار شاهپور (یا خندق شاپور) و قلعه‌های فراوان ساخت.